# الشذوذ
الشذوذ هي رواية لهيرفي لو تيلييه ونشرت في 20 أغسطس 2020 عن دار نشر غاليمار وحصلت على جائزة غونكور في نفس العام.

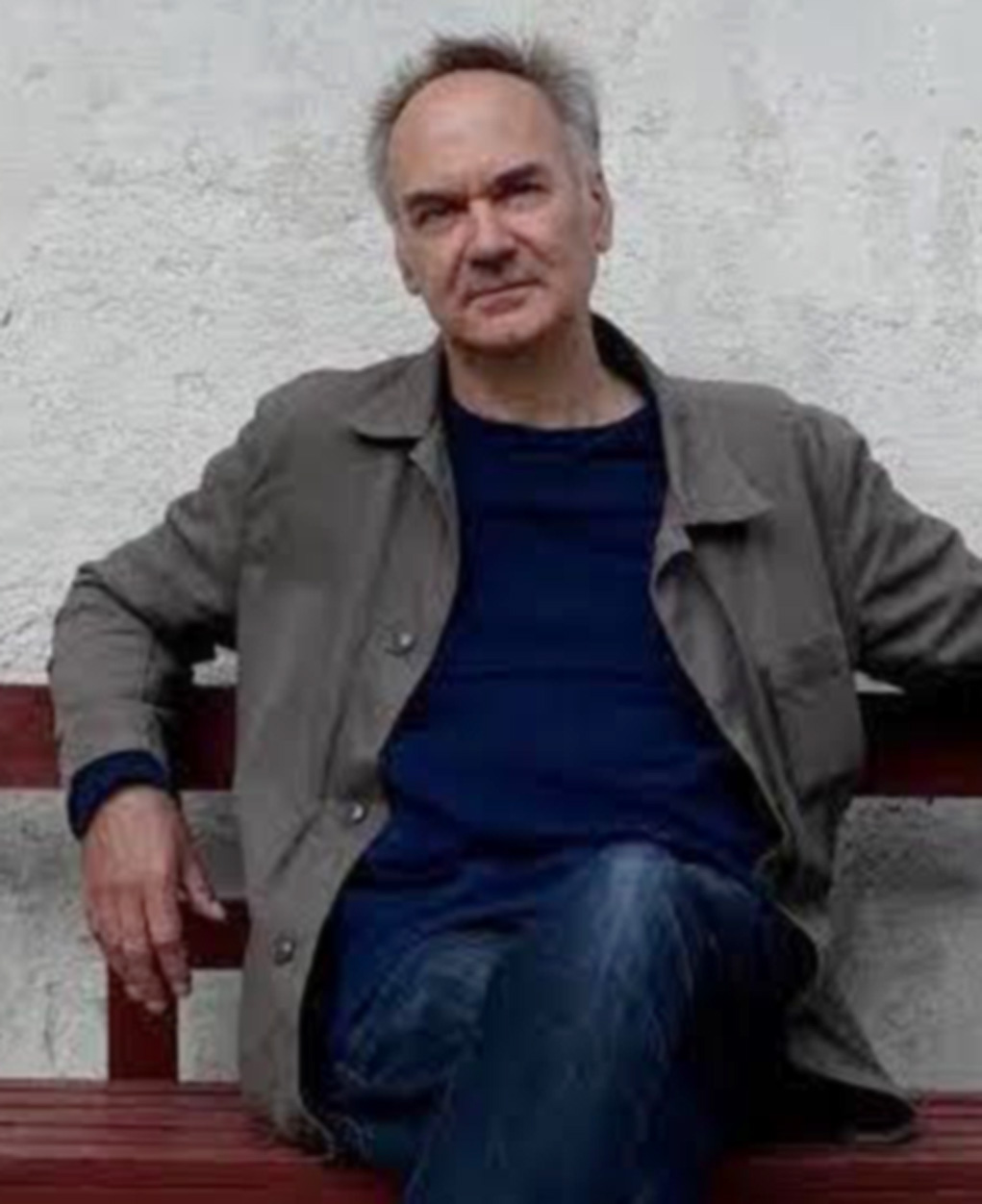
هيرفي لو تيلييه، في مارس 2020.

## تاريخها
تم اختيارالرواية عند صدورها للترشح لجوائز غونكور، رينودو، ميديسيس، ديسمبر، جائزة رواية فناك، وجائزة ويبلر وفازت بجائزة غونكور في 30 نوفمبر 2020 . كما تم ترشيحها سنة 2023 لجائزة آرثر-سي. كلارك البريطانية ، التي تتوج أفضل عمل في أدب الخيال العلمي المنشورة في المملكة المتحدة.

## ملخص
تتكون هذه الرواية الأوليبية من ثلاثة اقسام و هي ، سوداء مثل السماء ، يُقال إن الحياة حلم، وأغنية العدم، وهي ثلاثة مقتطفات من قصائد ريموند كوينو .و يُظهر البناء الزمني المعقد للفصول الخمسين الأولى حول تواريخ هبوط رحلتين لنفس طائرة البوينغ، في 10 مارس و24 يونيو 2021 على التوالي، و تُظهر أهمية الأحداث التي يمكن أن تقع خلال الأيام الـ 106 التي تفصل بينهما. وتطرح الرواية في النهاية عدة أسئلة حول واقعية العالم والخيال.

## الأسلوب
نظم الكاتب روايته على شكل روايات ضمن نفس الرواية ، حيث تبتدأ بتقديم عدة شخصيات، في فصول مكتوبة وفقًا للأنماط أسلوبية تمتح من مختلف الأجناس الأدبية، من رواية الإثارة إلى الرواية السيكولوجية ، ومن الأدب الواقعي إلى السرد الاستبطاني، الذي يعجّ بالعديد من المونولوجات الداخلية . ويدرك القارئ سريعًا أن حدثًا ما، وهو 'الشذوذ' في رحلة طيران من باريس - نيويورك في مارس 2021، هو الرابط بين كل هذه الشخصيات. علاوة على ذلك، وكأنه تأثير مرآة، فإن الكتاب الذي تكتبه إحدى الشخصيات خلال السرد يحمل أيضا نفس العنوان الشذوذ.
استوحى الروائي  لو تيلييه أفكار روايته من 'أدب الخيال العلمي المنتمي لما بعد الحداثة، على غرار تيار السايبربانك. كما تأثر أسلوبه أيضا بالكتابة الخاصة بمسلسلات التلفزيون. و تعجّ الرواية بالإشارات الأدبية وتقدم عديدا من الرسائل النقدية تتعلق خاصة بعالم النشر ، وعنف الحروب الأمريكية ، وكذلك كراهية المثلية الجنسية في أفريقيا .
يصف لو تيلييه نفسه روايته بأنها 'سكوبيدو ، وهي استعارة معبرة عندما نحلل بنية الكتاب باعتباره نسجا لعشرات القصص متفاوتة الألوان لشخصيات مشتركة في عنصر واحد، ألا وهو رحلة الطيران الأولية التي جمعتهم معا.

## الشخصيات الرئيسية
تضم الرواية في الجزء الأول سبعة ركاب وقائد طائرة بوينغ ،و الذين ستتغير حياتهم جميعا بشكل كبير بعد الهبوط الأول ، بالإضافة إلى عالمي رياضيات مكلفين بالمساهمة في حل لغز الرحلتين المتعاقبتين. وبحسب ترتيب ظهورهم، و يرى القارئ بالتالي عشر شخصيات يفهم تدريجيا  علاقاتها المتشابكة

### بليك
قاتل مأجور دقيق وحذر، لكنه بلا روح، الموت هو مهنته. : "قتل شخص ما لا يعني له شيئا. ركز على  المراقبة، والترصد، والتفكير، كثيرًا . و يعيش حياة مزدوجة في باريس مع امرأة وطفلين، و عندما لا يضطر للسفر بأسماء مستعارة . سيجد نفسه مضطرًا للتخلص من نسخته المماثلة من أجل مواصلة وجوده المنقسم .

### فيكتور ميزل
كاتب لم يحالفه النجاح يقدم على الانتحار بعد إرسال روايته الأخيرة بعنوان الشذوذ مباشرة إلى ناشره، والتي يصبح كتابًا له مكانة خاصة و تم استلهام  الشخصية من كاتبين متوفيين، منهما إدوارد ليفي ، وكاتبين على قيد الحياة، أصدقاء لو تيلييه . و نشر إرفيه لو تيلييه صورته  المرسومة بواسطة فريديريك ريبينا في صحيفة ليبراسيون في 4 أغسطس 2021 .

### لوسي بوغارت
هي محررة أفلام فرنسي. علاقتها مع أندريه فانييه، المهندس المعماري الذي يكبرها بثلاثين عامًا، غير متوازنة.

### ديفيد ماركل
هو طيار في الخطوط الجوية الأميركية، أصيب بسرطان البنكرياس ، وتم اكتشافه في وقت متأخر للغاية.

### صوفيا كليفمان
فتاة عمرها ست سنوات ، ابنة جندي أمريكي خدم في أفغانستان والعراق .

### جوانا وودز
محامي أمريكي من السود يدافع عن شركة أدوية كبرى.

### سليمبوي
مغني نيجيري مثلي الجنس، سئم من العيش في كذبة. اكتسب شهرته بسبب إحدى الأغاني التي كتبها أثناء رحلته إلى نيويورك.استوحيت الشخصية من مغنيين نيجيريين مشهورين و هما  سي كاي (مغني) وجوي بوي و اللذين عرفا باغنيتهما المشهور عالميا لوف نوانتيتي[بحاجة لمصدر]يقال إن الشخصية مستوحاة من اثنين من المطربين النيجيريين المشهورين سي كاي و جوبوي والمعروفين بأغنيتهم العالمية Love Nwantiti [ مرجع. ضروري ] . وتتناول أغنية " بداية" لجووبوي أيضًا قضية المثلية الجنسية بشكل سري

### أدريان ميلر
عالم رياضيات متخصص في الرياضيات الاحتمالية، و أستاذ في جامعة برينستون ، و هو أمريكي الجنسية .

### ميريديث هاربر
عالم رياضيات و طوبولوجي بريطاني، و محاضر في جامعة برينستون.

### جيمي بودلوفسكي
ضابط في مكتب التحقيقات الفيدرالي ، ومسؤول عن " العمليات السيكيولجية "، PsyOp.

### أندريه فانيير
مهندس معماري فرنسي ومدير شركة إديلمان & فانيي. و له علاقته مع لوسي، التي تصغره بثلاثين عامًا، وهي علاقة مهددة و غير مستقرة

## الملاحظات والمراجع
1. ↑   https://www.lemonde.fr/culture/article/2020/11/30/herve-le-tellier-prix-goncourt-2020-avec-l-anomalie_6061656_3246.html. {{استشهاد ويب}}: |url= بحاجة لعنوان (مساعدة) والوسيط |title= غير موجود أو فارغ (من ويكي بيانات) (مساعدة)
2. 1 2  Atlantico (4 Oct 2020). "Autant en emporte le temps". Atlantico (بالفرنسية). Retrieved 2025-04-04.
3. ↑  Jeu، Redaction La Règle du (19 أغسطس 2020). "L'Anomalie : Peut-on défaire et améliorer ce qui a été raté?". La Règle du Jeu. اطلع عليه بتاريخ 2025-04-04.
4. ↑  Petit, Pauline (30 Nov 2020). "Hervé Le Tellier obtient le Goncourt 2020 pour "L'Anomalie", fusion de tous les romans de genre". France Culture (بالفرنسية). Retrieved 2025-04-04.

## فهرس
- Santiago Artozqui (9 septembre 2020). "Dieu, c'est comme le bridge". En attendant Nadeau. {{استشهاد بدورية محكمة}}: تحقق من التاريخ في: |تاريخ= (مساعدة).